# Frans Dignef
François Frans Dignef, né le 30 juin 1936 et mort le 14 juin 2012, est un footballeur international belge qui joue au poste de gardien de but.

## Biographie
Avec le Standard de Liège, il remporte la Coupe de Belgique en 1966 en lieu et place de Jean Nicolay, blessé pour la finale.

## Palmarès
- Vainqueur de la Coupe de Belgique en 1966 avec le Standard de Liège